# Hraczik Dżawachian
Hraczik Dżawachian, arm. Հրաչիկ Ջավախյան    (ur. 6 lipca 1984 w Kirowakanie) – ormiański bokser, brązowy medalista olimpijski, mistrz i wicemistrz Europy.
Największym jego osiągnięciem jest brązowy medal igrzysk olimpijskich w Pekinie (2008) w kategorii do 60 kg. Dwa lata później, w Moskwie, podczas mistrzostw Europy wywalczył mistrzowski tytuł.